# Dicladispa pilosula
Dicladispa pilosula is een keversoort uit de familie bladkevers (Chrysomelidae). De wetenschappelijke naam van de soort werd in 1914 gepubliceerd door Raffaello Gestro.